# Anastasia Tsjoersina
Anastasia Aleksandrovna Tsjoersina (Russisch: Анастасия Александровна Чурсина; Sint-Petersburg, 7 april 1995; geboortenaam Jakovenko) is een Russische voormalige wielrenster, die zowel actief was op de weg als op de baan.

## Biografie
Ze reed in 2018 en 2019 bij de Sloveense wielerploeg BTC City Ljubljana en stapte in 2020 samen met de sponsor en enkele rensters over naar Alé BTC Ljubljana, waar ze na 2021 haar carrière beëindigde.
Tijdens de wereldkampioenschappen wielrennen 2013 in Florence won ze zilver in de wegwedstrijd voor junioren. In 2016 werd ze Europees kampioene tijdrijden bij de beloften in het Franse Plumelec. In 2017 werd ze Russisch kampioene op de weg bij de elite.
In 2022 beviel ze van haar eerste kind.

## Palmares

### Op de weg
2013

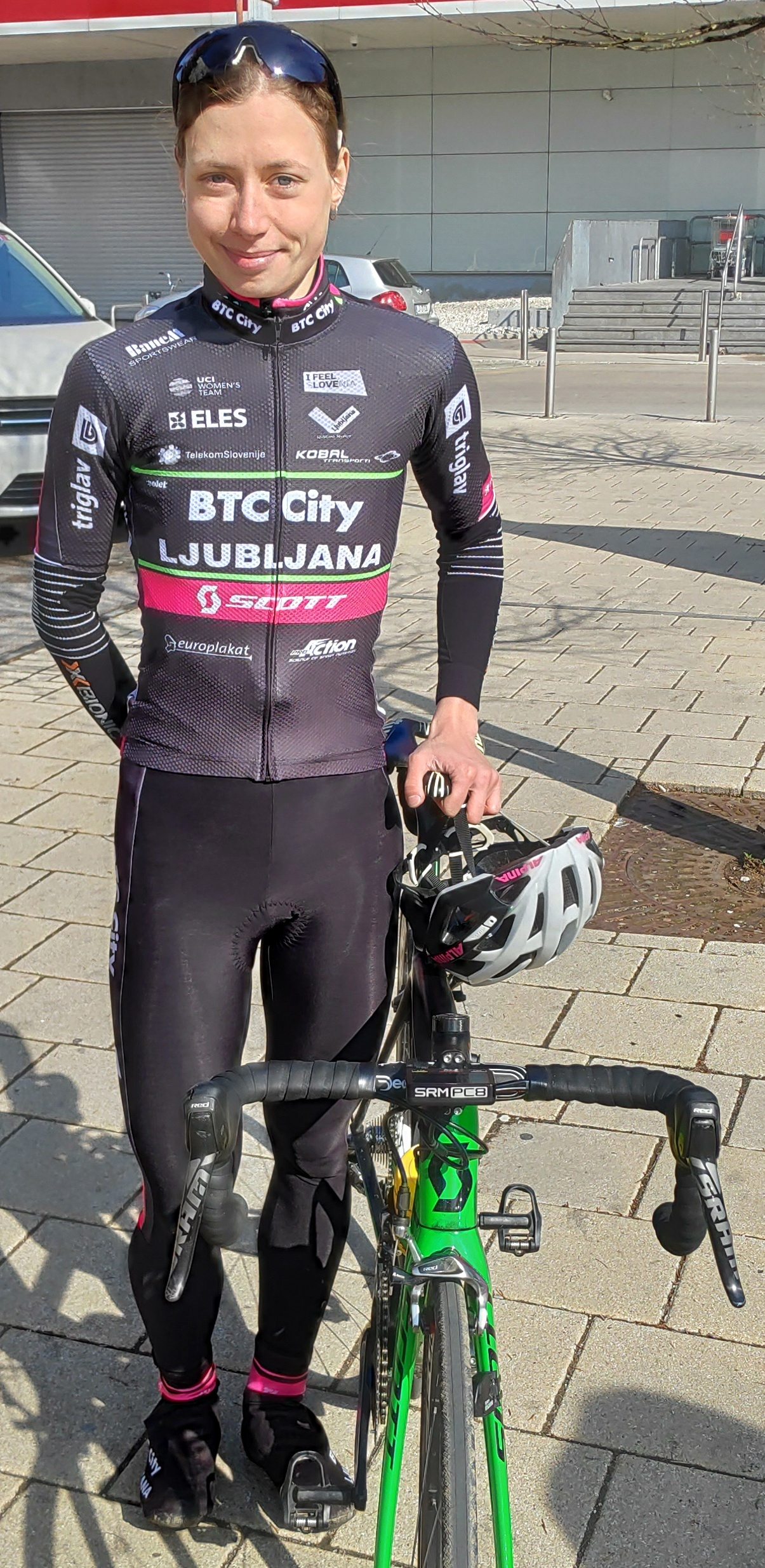
Bij BTC City Ljubljana in 2019.

- Wereldkampioenschap op de weg, junioren

2015
- Grote Prijs van Majkop
- 3e etappe Ronde van Adygea
  - 2e in eindklassement Ronde van Adygea

2016
- Europees kampioenschap tijdrijden, beloften
- Russisch kampioenschap tijdrijden, elite

2017
- Russisch kampioenschap op de weg, elite
- 2e in eindklassement Ronde van Zhoushan

2018
- Jongerenklassement Ronde van Chongming

2019
- 3e in eindklassement Ronde van Toscane

2021
- winst tweede etappe in de Ronde van Burgos

Bastianelli · Boogaard · Bravec · Bujak · Chursina · García · Guderzo · Maneephan · Pintar · Trevisi · Yonamine · Žigart
Bastianelli · Boogaard · Bujak · Chursina · García · Guderzo · Patuelli · Pintar · Reusser · Tomasi · Trevisi · Wright